# Obwód Końskie Armii Krajowej

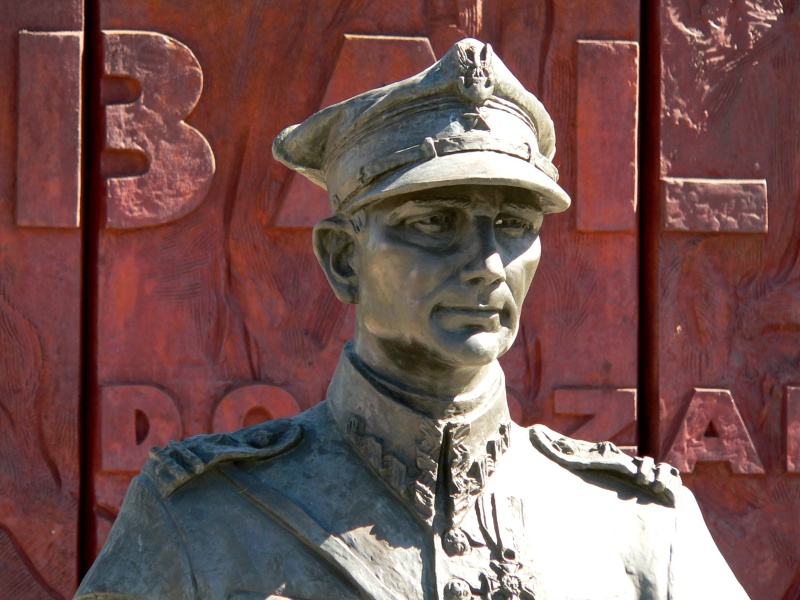
Końskie (pomnik „Hubala”, bohatera regionu)

Obwód Końskie – jednostka terytorialna Związku Walki Zbrojnej, a następnie Armii Krajowej. 
Operowała na terenie powiatu koneckiego i nosiła kryptonimy „Strzemię”, „Bezdroża”, „Dalia” i „Konrad”.
Wraz z Obwodem Iłża AK wchodził w skład Inspektoratu Starachowickiego Okręgu Radom-Kielce („Jodła”).

## Komendanci
Komendantami Obwodu Końskie ZWZ-AK byli:
- por./kpt. Jan Stoiński ps. „Górski”, „Brzoza”, „Pomsta” ?? – 1 listopada 1942 (zastrzelony w obławie Gestapo)
- por. Jan Rusinowski ps. „Mściwy” ?? – marzec 1943
- por./kpt. Jan Świeczka ps. „Jasiek”, „Mateusz”, „Boromeusz” ?? – lipiec 1944

Zastępcami komendanta Obwodu Końskie ZWZ-AK byli:
- por. Marian Słonimski vel Andrzej Zaorski ps. „Babinicz”
- por. Antoni Piwowarczyk (BCh) ?? – sierpień 1944

## Struktura
- Referat I (Organizacyjny)
  - por. Stanisław Zamłyński ps. „Karmazyn”
  - por. Bolesław Pychyński ps. „Batory” (NOW)
- Referat II (Wywiad)
  - plut. lotn. Maksymilian Szymański ps. „Maks”, „Relampago” (agent Gestapo, zastrzelony z wyroku WSS)
  - sierż. Władysław Kawa ps. „Kawecki” ?? – sierpień 1943
  - ppor. Wilhelm Zamora „Owczarek”
- Referat III (Operacyjno-Szkoleniowy)
  - por. Marian Słonimski vel Andrzej Zaorski ps. „Babinicz”
  - Eugeniusz Prokopczuk ps. „Sen” (BCh)
- Referat IV (Kwatermistrzostwo)
  - ppor. Eugeniusz Stoga ps. „Gospodarz” ?? – 20 sierpnia 1943 (aresztowany)
  - ppor. Artur Spindler ps. „Szczęsny”
- Referat V (Łączności)
  - ppor. Bronisław Ejgird ps. „Szary”, „Molenda”
  - pchor. Bogumił Kacperski ps. „Malina”, „Frycz” ?? – 20 sierpnia 1943 (aresztowany)
  - pchor. Henryk Pychynski ps. „Tur”
  - kpr. Tadeusz Drapiński ps. „Dębicz”
- Referat VI (BIP)
  - Wiewiórkiewicz
  - Tomir Tworzyański ps. „Borsuk” ?? – 1 listopada 1942 (zastrzelony podczas niemieckiej obławy)
  - pchor. Zbigniew Wroniszewski ps. „Znicz” styczeń – marzec 1943
  - pchor. Bolesław Czajkowski ?? – 20 sierpnia 1943 (aresztowany)
- Kedyw
  - pchor. Zygmunt Wyrwicz ps. „Cumulus”
  - pchor. Kazimierz Chojniarz ps. „Wacek”, „Walcz”
  - sierż./ppor. Józef Madej ps. „Jerzy”
  - ppor. Bronisław Duda ps. „Kruk”, „Cygan”, „Bogdan”
  - ppor. Władysław Skorupski ps. „Poleszuk”
- Referat Wojskowej Służby Kobiet (WSK)
  - Henryka Sadowska ps. „Bronisława”
- Referat Wojskowej Służby Ochrony Powstania (WSOP)
  - Targowski

## Podobwody
- Podobwód Końskie AK
- Podobwód Borkowice AK
- Podobwód Czermno AK
- Podobwód Przedbórz AK
- Podobwód Radoszyce AK
- Podobwód Sworzyce AK
- Podobwód Szydłowiec AK